# Dakoro (Departement in Niger)
Dakoro ist ein Departement in der Region Maradi in Niger.

## Geographie

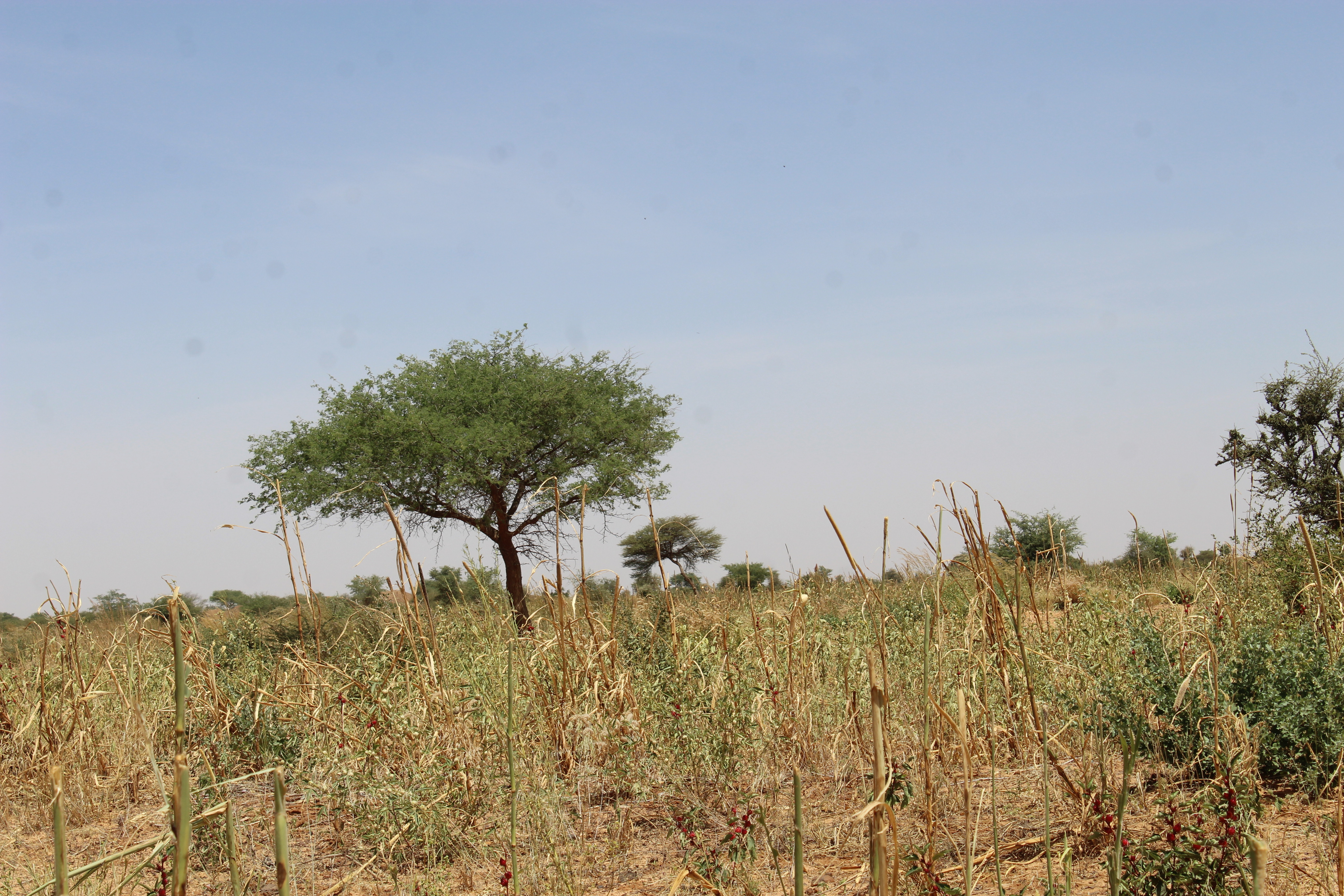
Landschaft im Departement Dakoro (2023)

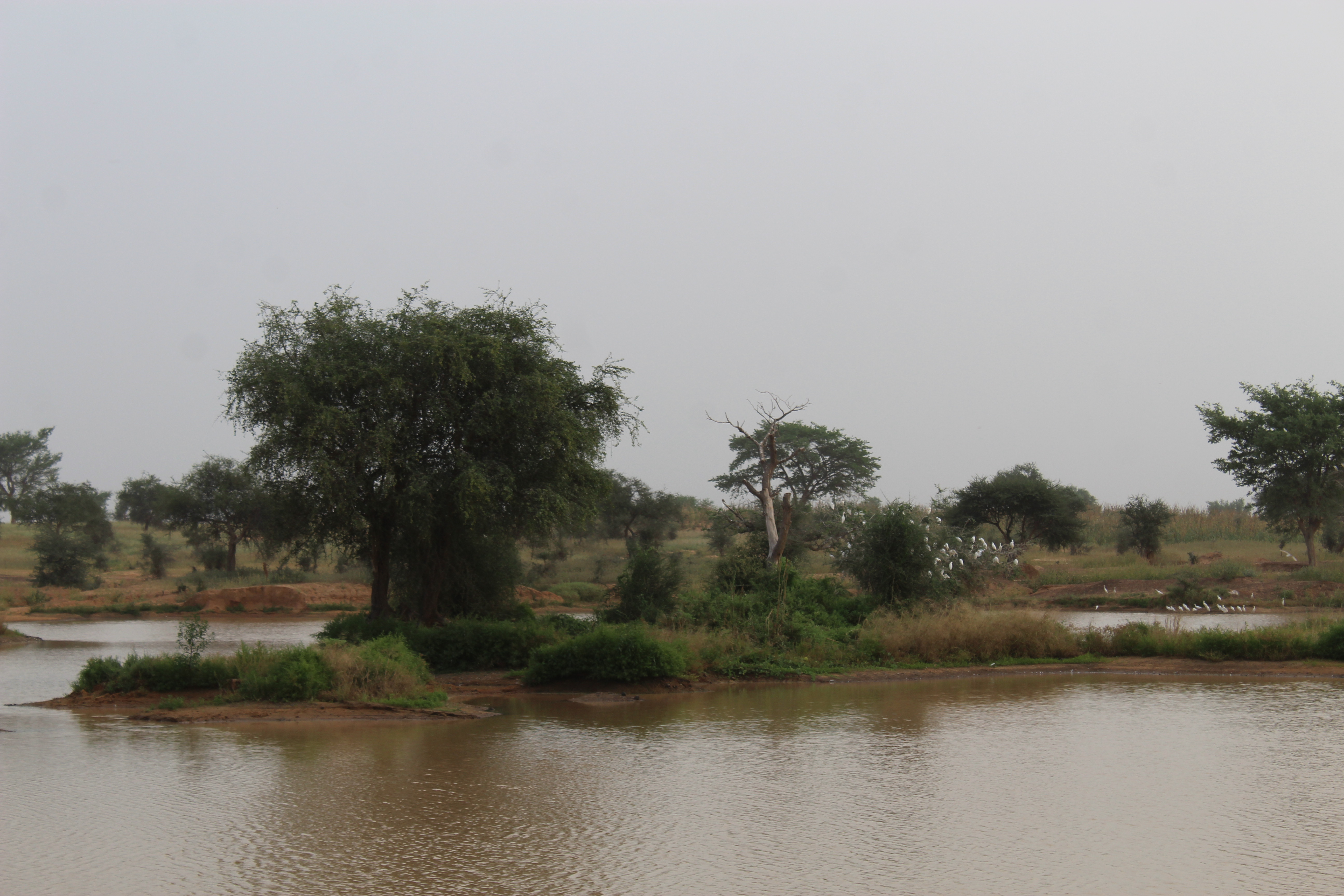
Ein Teich im Departement Dakoro (2023)

Das Departement liegt im Süden des Landes. Es besteht aus der Stadtgemeinde Dakoro und den Landgemeinden Adjékoria, Azagor, Bader Goula, Birni Lallé, Dan-Goulbi, Korahane, Kornaka, Maïyara, Roumbou I, Sabon-Machi und Tagriss. Der namensgebende Hauptort ist Dakoro. Die Landschaft des Departements ist von Weideland auf sandigem Boden geprägt. Zwei große Täler durchziehen das Gebiet von Osten nach Westen: der Goulbi n’Kaba südlich von Kornaka und das Tarka-Tal.

## Geschichte
In der französischen Kolonialzeit bestand die Verwaltungseinheit der subdivision de Dakoro. Der Dichter Guy Tirolien, der von 1948 bis 1951 als Kolonialbeamter in Niger tätig war, leitete als chef des subdivision die Verwaltungseinheiten von Dakoro und Maïné-Soroa. Nach der Unabhängigkeit Nigers im Jahr 1960 wurde das Staatsgebiet in 32 Bezirke (circonscriptions) aufgeteilt. Einer davon war der Bezirk Dakoro. 1964 gliederte eine Verwaltungsreform Niger in sieben Departements, die Vorgänger der späteren Regionen, und 32 Arrondissements, die Vorgänger der späteren Departements. Im Zuge dessen wurde der Bezirk Dakoro in das Arrondissement Dakoro umgewandelt.
Im Jahr 1998 wurden die bisherigen Arrondissements Nigers zu Departements erhoben, an deren Spitze jeweils ein vom Ministerrat ernannter Präfekt steht. Die Gliederung des Departements in Gemeinden besteht seit dem Jahr 2002. Zuvor bestand es aus dem städtischen Zentrum Dakoro, den Kantonen Birnin Lallé, Bader Goula und Soli Tagris sowie einer Restzone. 2011 wurde Bermo als eigenes Departement aus dem Departement Dakoro herausgelöst.

## Bevölkerung
Das Departement Dakoro hat gemäß der Volkszählung 2012 630.421 Einwohner. Bei der Volkszählung 2001, vor der Herauslösung von Bermo, waren es 435.174 Einwohner, bei der Volkszählung 1988 256.992 Einwohner und bei der Volkszählung 1977 179.865 Einwohner.

## Verwaltung
An der Spitze des Departements steht ein Präfekt (französisch: préfet), der vom Ministerrat auf Vorschlag des Innenministers ernannt wird.
| Amtszeit                      | Name                                                                          |
| ----------------------------- | ----------------------------------------------------------------------------- |
| …                             |                                                                               |
| 15. Apr. 2010 – 3. Jun. 2011  | Abdousalam Salifou                                                            |
| 3. Jun. 2011 – 25. Jun. 2015  | Ounteni Kongeoi (alias Ounteni Congeoi)                                       |
| 25. Jun. 2015 – 23. Mär. 2017 | Harou Abas (alias Harou Abass)                                                |
| 23. Mär. 2017 – 4. Dez. 2020  | Djaharou Ibrahim (alias Djafarou Ibrahim, Djaffarou Ibrahim, Jaharou Ibrahim) |
| 8. Dez. 2020 – 8. Nov. 2021   | Mamane Abdou                                                                  |
| 8. Nov. 2021 – 24. Mär. 2022  | Rhissa Ahmadou                                                                |
| 24. Mär. 2022 – 24. Aug. 2023 | Roumar Mansouroun                                                             |
| seit 24. Aug. 2023            | Amadou Garba                                                                  |